# Buonarroti (métro de Milan)
Pour les articles homonymes, voir Buonarroti.
Buonarroti est une station de la ligne 1 du métro de Milan, située piazza Michelangelo Buonarroti, autrement connu en français comme le peintre, sculpteur, poète et architecte italien de la Renaissance, Michel-Ange.